# Алёшиха (Костромская область)
Алёшиха — деревня в составе Ивановского сельского поселения Шарьинского района Костромской области России.

## География
Деревня числится в реестре зарегистрированных в АГКГН географических названий объектов на 21.12.2011 под № 68 с координатами 58° 07' с.ш. 45° 31' в.д, однако не на всех современных картах отмечена.
Располагается на правом берегу реки Березиха (приток Малого Утраса), с запада к Алёшихе примыкает деревня Берзиха.
Согласно Спискам населенных мест Российской империи 1872 году деревня располагается у речки Утрас. Согласно Списку населенных мест Костромской губернии 1907 года деревня располагается у речки Малый Утрас.

## История
Согласно Спискам населенных мест Российской империи в 1872 году деревня Алешиха (Елховка) относилась к 2 стану Ветлужского уезда Костромской губернии. В ней числилось 4 двора, проживало 15 мужчин и 15 женщин.
Согласно переписи населения 1897 года в деревне проживало 67 человек (26 мужчин и 41 женщина).
Согласно Списку населенных мест Костромской губернии в 1907 году деревня Алешиха (Елховка) относилась к Рождественской волости Ветлужского уезда Костромской губернии. По сведениям волостного правления за 1907 год в деревне числилось 10 крестьянских дворов и 83 жителя. Основным занятием жителей деревни был лесной промысел.
До 2010 года деревня входила в состав Берзихинского сельского поселения.

## Население
| 2008 | 2010 | 2014 |
| ---- | ---- | ---- |
| 9    | ↘7   | ↗9   |